# P'yownik Fowtbolayin Akowmb
Il P'yownik Fowtbolayin Akowmb (in armeno Փյունիկ Ֆուտբոլային Ակումբ?; in russo Футбольный клуб «Пюни́к»?, Futbol'nyj Klub Pjunik), noto come Pyunik FC o solo Pyunik, è una società calcistica armena di Erevan fondata nel 1992, fra le più popolari del paese.
Disputa gli incontri interni allo stadio repubblicano della capitale armena. Milita in Bardsragujn chumb, massima serie del campionato di calcio armeno.

## Storia
Il club fu fondato nel 1992 col nome Homenetmen Yerevan.
Nella prima stagione del calcio nazionale vinse il titolo insieme al Širak. Cambiò nome in quello attuale prima dell'inizio del Bardsragujn chumb 1995-1996, stagione conclusa con il secondo titolo. Fu la dominatrice assoluta degli anni duemila, quando vinse 10 titoli consecutivi tra il 2001 e il 2010.
Nel 2015 è ritornato a vincere il campionato a distanza di 3 anni d'insuccessi, centrando il double campionato-coppa nazionale. Grande protagonista è stato lo statunitense César Romero autore di 21 goal.
Nel 2021-2022 il campionato viene deciso solo negli ultimi turni e la squadra vince con un solo punto di vantaggio sulla seconda. 
In bacheca risultano anche 9 Supercoppe.

## Coppe europee
L'esordio in campo internazionale si ebbe nella Coppa UEFA 1996-1997, dove il club venne eliminato al primo turno (sconfitto al tempi supplementari) dal Helsingin Jalkapalloklubi. Partecipò ad undici edizioni della UEFA Champions League di cui dieci consecutive tra il 2002-2003 e il 2011-2012 raggiungendo come massimo traguardo il secondo turno preliminare. Nella stagione 2012-2013 venne eliminata al primo turno di UEFA Europa League.
Nel primo turno della UEFA Champions League 2022-2023  affronta la quotata squadra rumena del Cluj. All'andata riescono a pareggiare 0-0 mentre al ritorno vanno in svantaggio ma all' 89° riescono a pareggiare e andare ai supplementari. Durante i supplementari vanno nuovamente in svantaggio ma al 119° grazie al secondo gol di Gajìc della partita prolungano la sfida ai rigori in cui gli avversari sbagliano  e gli armeni riescono così a passare il turno. Nel secondo turno affrontano i lussemburghesi del Dudelange, e dopo aver perso 1-0 l'andata rimontano nella gara di ritorno vincendo per 4-1. Il sogno s'interrompe però al turno successivo, perdendo con un 7-0 totale contro la Stella Rossa.

## Organico

### Rosa 2020-2021
| N. |                                 | Ruolo | Calciatore            |
| -- | ------------------------------- | ----- | --------------------- |
| 1  | Armenia (bandiera)              | P     | Sevak Aslanyan        |
| 2  | Armenia (bandiera)              | D     | Serob Grigoryan       |
| 3  | Armenia (bandiera)              | D     | Art'owr K'artašyan    |
| 4  | Armenia (bandiera)              | D     | Perch Poghikyan       |
| 5  | Nigeria (bandiera)              | C     | Julius Ufuoma         |
| 6  | Armenia (bandiera)              | C     | Norayr Ghazaryan      |
| 7  | Armenia (bandiera)              | C     | Erik Azizyan          |
| 8  | Armenia (bandiera)              | C     | Gor Malak'yan         |
| 9  | Russia (bandiera)               | A     | Anton Kobjalko        |
| 10 | Armenia (bandiera)              | C     | Art'owr Grigoryan     |
| 11 | Armenia (bandiera)              | C     | Hovhannes Harutyunyan |
| 12 | Nigeria (bandiera)              | C     | Muhammad Ladan        |
| 13 | Burkina Faso (bandiera)         | C     | Dramane Salou         |
| 15 | Costa d'Avorio (bandiera)       | D     | Alexandre Yeoule      |
| 16 | Armenia (bandiera)              | P     | Vlad Chatunts         |
| 18 | Armenia (bandiera)              | C     | Alik Arakelyan        |
| 19 | Russia (bandiera)               | C     | Artyom Avanesyan      |
| 20 | Bosnia ed Erzegovina (bandiera) | A     | Luka Juričić          |
| 21 | Armenia (bandiera)              | C     | Daniel Aghbalyan      |
| 23 | Armenia (bandiera)              | C     | Aras Özbiliz          |

| N. |                      | Ruolo | Calciatore         |
| -- | -------------------- | ----- | ------------------ |
| 24 | Ruanda (bandiera)    | D     | Salomon Nirisarike |
| 25 | Russia (bandiera)    | D     | Magomed Musalov    |
| 27 | Armenia (bandiera)   | D     | Edmon Movsisyan    |
| 30 | Armenia (bandiera)   | D     | Erik Avetisyan     |
| 69 | Armenia (bandiera)   | D     | Robert Darbinyan   |
| 70 | Venezuela (bandiera) | A     | José Balza         |
| 71 | Russia (bandiera)    | P     | Stanislav Bučnev   |
| 77 | Ucraina (bandiera)   | D     | Ihor Hončar        |
| 80 | Venezuela (bandiera) | C     | Rommell Ibarra     |
| 88 | Ucraina (bandiera)   | C     | Valerij Boldenkov  |
| 90 | Venezuela (bandiera) | A     | José Caraballo     |
| 93 | Brasile (bandiera)   | C     | Higor              |
| 94 | Ucraina (bandiera)   | P     | Herman Pen'kov     |
| 95 | Ucraina (bandiera)   | D     | Anton Bratkov      |
| 96 | Armenia (bandiera)   | D     | Arman Hovhannisyan |
| 99 | Ucraina (bandiera)   | A     | Mykyta Tatarkov    |
|    | Estonia (bandiera)   | D     | Nikita Baranov     |
|    | Moldavia (bandiera)  | C     | Eugeniu Cociuc     |

### Rosa 2019-2020
Aggiornata al 25 febbraio 2020.
| N. |                               | Ruolo | Calciatore                 |
| -- | ----------------------------- | ----- | -------------------------- |
| 2  | Armenia (bandiera)            | D     | Serob Grigoryan            |
| 3  | Armenia (bandiera)            | D     | Artur Kartashyan           |
| 4  | Russia (bandiera)             | D     | Anton Belov                |
| 5  | Armenia (bandiera)            | D     | Armen Manowčaryan          |
| 6  | Armenia (bandiera)            | C     | Kaṙlen Mkrtčyan (capitano) |
| 7  | Armenia (bandiera)            | C     | Artëm Simonjan             |
| 8  | Macedonia del Nord (bandiera) | D     | Antonio Stankov            |
| 9  | Armenia (bandiera)            | A     | Artur Miranyan             |
| 10 | Armenia (bandiera)            | C     | Erik Vardanyan             |
| 12 | Armenia (bandiera)            | P     | Sevak Aslanyan             |
| 13 | Armenia (bandiera)            | C     | Erik Azizyan               |
| 14 | Armenia (bandiera)            | C     | Artur Nadiryan             |
| 17 | Armenia (bandiera)            | C     | Artak Edigaryan            |
| 18 | Armenia (bandiera)            | C     | Alik Arakelyan             |
| 20 | Armenia (bandiera)            | C     | Ugochukwu Iwu              |

| N. |                               | Ruolo | Calciatore         |
| -- | ----------------------------- | ----- | ------------------ |
| 22 | Armenia (bandiera)            | D     | Robert Hakobyan    |
| 23 | Armenia (bandiera)            | C     | Aras Özbiliz       |
| 24 | Ruanda (bandiera)             | D     | Salomon Nirisarike |
| 25 | Montenegro (bandiera)         | P     | Andrija Dragojević |
| 31 | Russia (bandiera)             | P     | Vladimir Sugrobov  |
| 42 | Nigeria (bandiera)            | A     | Steven Alfred      |
| 63 | Albania (bandiera)            | D     | Kristi Marku       |
| 65 | Russia (bandiera)             | C     | Dmitrij Maljaka    |
| 66 | Russia (bandiera)             | D     | Maksim Žestokov    |
| 70 | Ucraina (bandiera)            | C     | Serhij Ševčuk      |
| 77 | Macedonia del Nord (bandiera) | A     | Denis Mahmudov     |
| 79 | Armenia (bandiera)            | C     | Levon Vardanyan    |
| 96 | Nigeria (bandiera)            | C     | Joseph Adah        |
|    | RD del Congo (bandiera)       | D     | Guy Magema         |

### Rosa 2018-2019
Aggiornato al 4 dicembre 2018.
| N. |                       | Ruolo | Calciatore          |
| -- | --------------------- | ----- | ------------------- |
| 12 | Armenia (bandiera)    | P     | Gor Manukyan        |
| 25 | Montenegro (bandiera) | P     | Andrija Dragojević  |
| 31 | Russia (bandiera)     | P     | Yevgeni Kobozev     |
| 2  | Armenia (bandiera)    | D     | Serob Grigoryan     |
| 3  | Armenia (bandiera)    | D     | Artur Kartashyan    |
| 4  | Armenia (bandiera)    | D     | Edmon Movsisyan     |
| 5  | Armenia (bandiera)    | D     | Armen Manucharyan   |
| 22 | Armenia (bandiera)    | D     | Robert Hakobyan     |
| 27 | Russia (bandiera)     | D     | Vyacheslav Dmitriev |
| 66 | Russia (bandiera)     | D     | Maksim Žestokov     |
| 67 | Russia (bandiera)     | D     | Sergey Kolychev     |

| N. |                           | Ruolo | Calciatore                  |
| -- | ------------------------- | ----- | --------------------------- |
| 46 | Russia (bandiera)         | D     | Vitali Stezhko              |
| 6  | Armenia (bandiera)        | C     | Karlen Mkrtchyan (capitano) |
| 7  | Armenia (bandiera)        | C     | Petros Avetisyan            |
| 8  | Armenia (bandiera)        | C     | Rumyan Hovsepyan            |
| 10 | Armenia (bandiera)        | C     | Erik Vardanyan              |
| 14 | Armenia (bandiera)        | C     | Artur Nadiryan              |
| 15 | Ucraina (bandiera)        | C     | Maksym Trusevych            |
| 18 | Armenia (bandiera)        | C     | Alik Arakelyan              |
| 30 | Armenia (bandiera)        | C     | Vahagn Hayrapetyan          |
| 99 | Armenia (bandiera)        | A     | Robert Minasyan             |
| 11 | Costa d'Avorio (bandiera) | A     | Mohamed Konaté              |
| 13 | Russia (bandiera)         | A     | Denis Dorožkin              |
| 26 | Armenia (bandiera)        | A     | Hovhannes Ilangyozyan       |

### Rosa 2008-2009
| N. |                    | Ruolo | Calciatore                  |
| -- | ------------------ | ----- | --------------------------- |
| 2  | Armenia (bandiera) | D     | Hayk Čilingaryan            |
| 3  | Armenia (bandiera) | D     | Karen V. Khachatryan        |
| 4  | Armenia (bandiera) | D     | Sargis Hovsepyan (capitano) |
| 5  | Armenia (bandiera) | C     | Arthur Yedigaryan           |
| 6  | Armenia (bandiera) | C     | Karlen Mkrtchyan            |
| 7  | Armenia (bandiera) | A     | Tigran Gharabaghtsyan       |
| 8  | Armenia (bandiera) | A     | Vardan A. Petrosyan         |
| 9  | Armenia (bandiera) | C     | Edgar Malakyan              |
| 10 | Armenia (bandiera) | A     | Gevorg Ghazaryan            |
| 11 | Armenia (bandiera) | C     | Norayr Sahakyan             |
| 12 | Armenia (bandiera) | P     | Grigor Meliksetyan          |
| 13 | Armenia (bandiera) | C     | Davit' Manoyan              |
| 14 | Armenia (bandiera) | D     | Karen Dokhoyan              |
| 15 | Armenia (bandiera) | D     | Arthur Yuspashyan           |

| N. |                    | Ruolo | Calciatore          |
| -- | ------------------ | ----- | ------------------- |
| 16 | Armenia (bandiera) | A     | Albert Tadevosyan   |
| 17 | Armenia (bandiera) | D     | Tigran Voskanyan    |
| 18 | Armenia (bandiera) | A     | Grigor Movsisyan    |
| 19 | Armenia (bandiera) | D     | Aram Hovsepyan      |
| 20 | Armenia (bandiera) | D     | Artak Khachatryan   |
| 22 | Armenia (bandiera) | C     | Henrik Mkhitaryan   |
| 23 | Armenia (bandiera) | D     | Artak Yedigaryan    |
| 24 | Armenia (bandiera) | C     | Artak Andrikyan     |
| 25 | Armenia (bandiera) | D     | Razmik Hovhannisyan |
| 26 | Armenia (bandiera) | A     | Mihran Manasyan     |
| 35 | Armenia (bandiera) | P     | Eduard Hovhannisyan |
|    | Armenia (bandiera) | D     | Artak Antonyan      |
|    | Armenia (bandiera) | C     | Hamik Beglaryan     |
|    | Armenia (bandiera) | C     | Narek Davtyan       |

## Palmarès

### Competizioni nazionali
- Campionato armeno: 16

1992, 1995-1996, 1996-1997, 2001, 2002, 2003, 2004, 2005, 2006, 2007, 2008, 2009, 2010, 2014-2015, 2021-2022, 2023-2024
- Coppa d'Armenia: 8

1995-96, 2002, 2004, 2009, 2010, 2012-2013, 2013-2014, 2014-2015
- Supercoppa d'Armenia: 10

1997, 2001, 2004, 2005, 2007, 2008, 2010, 2011, 2015, 2022

### Altri piazzamenti
- Campionato armeno:

Secondo posto: 1994, 2018-2019, 2022-2023
Terzo posto: 2011, 2015-2016
- Coppa d'Armenia:

Finalista: 1992, 2006, 2016-2017
Semifinalista: 1993, 1994, 2001, 2003, 2007, 2008, 2022-2023, 2023-2024, 2024-2025
- Supercoppa d'Armenia:

Finalista: 1996, 2002, 2006, 2009, 2013, 2014, 2024
- Coppa dei Campioni della CSI:

Semifinalista: 2006

## Statistiche e record

### Record
Tra il 20 novembre 2008 e il 5 giugno 2010 il Pyunik non ha mai perso in casa. Questo record è stato infranto a causa della sconfitta subita contro il Banants per 2-3.